# Радиотерапија рака грлића материце
Радиотерапија рака грлића материце је примарна радикална зрачна терапија која се изводи применом спољашњег зрачења (које може бити транскутано и брахитерапије). Досадашња сазнања о усавршеним техникама зрачења, посебно оних заснованих на чешћој примени брахитерапије, говоре о побољшању у локалној контроли раста тумора односно смањењу стопе рецидива и продуженом преживљавању болесница.

## Облици радиотерапије у лечењу рака грлића материце
Радикала-дефинитивна радиотерапија
Ова врста радиотерапија, подразумева стандардне дозе транскутаног зрачења ранга 45‒50 Gy, испоручене фракционисано у дневним дозама,комбиновано са брахитерапијом, у 4‒5 сеанси и дозом од TD7Gy по сеанси обрачунатој у тачки А. Укупне радикалне дозе, за мале туморе (1 цм ‒ стадијум Iб1) су
ранга 75 Gy, до 80-90 Gy/ тачка А за више стадијуме. Дозе се могу ускладити са општим стањем болеснице, уз смањење дозе и палијативног ефекта зрачног третмана.
Транскутано зрачење
Транскутаним зрачењем, фотонским сноповима високих енергија (10 MEV), делује се на тумор, инфилтрисане параметријуме, регионалне лимфатике и захваћене суседне органе. 
Брахиотерапија
Брахитерапијом се извори јонизујућих зрачења, путем апликатора, доводе у непосредни контакт са тумором грлића материце, уз испоруку врло високе дозе зрачења у тумор и поштеду околних структура (бешика, завршног црева), што је основни фактор за локалну контролу болести. Најчешће се користи интракавитарна техника са апликацијом извора зрачења кроз вагину у тумор-грлић и утерус, ређе интерстицијална техника, са апликацијом игала у велике туморске масе са збрисаном регионалном анатомијом.  
Профилактична радиотерапија лимфних чворова
Када се врше зрачења пара-аорталних лимфних чворова примењује се профилактичка, стандардна доза од 45 Gy, која уз употребу напредних техника, може повећати и до 60 Gy код присутног увећања лимфних чворова (лимфаденомегалије). 
Напредне технике радиотерапије
Напредне технике, базиране на ЦТ или МР: конформална и ИМРТ (радиотерапија модулисаним интензитетом) као и ЦТ/МР базирана брахитерапија, омогућавају бољу поштеду здравих органа (танко црево, бешика, ректум) и повећање дозе.

### Постоперативна радиотерапија
Постоперативна радиотерапија регије оперативне ложе и регионалних лимфатика примарно смањује појаву локалног рецидива код групе болесница интермедијарног ризика (дубока инвазија строме, LVI, тумор > 4 цм), а код високоризичне групе (позитивне жлезде, параметријума и маргине) спроводи се удружено са хемиотерапијом конкомитантно. 
Постоперативну радиотерапију треба започети 3-5 недеља после операције, а укупна доза зрачења код ове врсте радиотерапије је ранга 60-65 Gy, а однос транскутане и брахитерапијске дозе одређује се према препорукама Америчког удружења за брахитерапију (енгл. Gudelines of American Brachytherapy Society).

## Могући ризици неуспеха радиотерапије у лечењу рака грлића материце
Повећани ризик од неуспеха терапије постоји код болесница које имају:
- метастазе у лимфним чворовима
- тумор велике запремине
- лоше опште стање и
- обострану захваћеност параметријума
- лоше опште стање
- ниске вредности хемоглобина.

Код узнапредовалих облика болести, различити хистолошки типови тумора нису независтан прогностички фактор. Ретроспективне студије показале су повећани ризик за настанак локалних рецидива код примене мање укупне дозе зрачења и режима са продуженим укупним временом зрачења на више од 50 дана.
Наиме сваки дан прекида радиотерапије повећава ризик за настанак рецидива за 1%.